# Elecciones municipales de Abancay de 1986
Las elecciones municipales de Abancay de 1986 se llevaron a cabo el 12 de noviembre de 1986 para elegir al alcalde y al Concejo Provincial de Abancay para el periodo 1987-1989. La elección se celebró simultáneamente con elecciones municipales en todo el país.

## Sistema electoral
La Municipalidad Provincial de Abancay es el órgano administrativo y de gobierno de la provincia de Abancay. Está compuesta por el alcalde y el Concejo Provincial.
La votación del alcalde y el concejo se realiza en base al sufragio universal, que comprende a todos los ciudadanos nacionales mayores de dieciocho años, empadronados y residentes en la provincia de Abancay y en pleno goce de sus derechos políticos, así como a los ciudadanos no nacionales residentes y empadronados en la provincia de Abancay.
El Concejo Provincial de Abancay está compuesto por 19 regidores elegidos por sufragio directo para un período de tres (3) años, en forma conjunta con la elección del alcalde (quien lo preside). La votación es por lista cerrada y bloqueada. Se asigna a la lista ganadora los escaños según el método d'Hondt o la mitad más uno, lo que más le favorezca.

## Composición del Concejo Provincial de Abancay
La siguiente tabla muestra la composición del Concejo Provincial de Abancay antes de las elecciones.
| Partidos | Partidos                  | Regidores |
| -------- | ------------------------- | --------- |
|          | Izquierda Unida           | 11        |
|          | Partido Aprista Peruano   | 4         |
|          | Acción Popular            | 3         |
|          | Partido Popular Cristiano | 1         |

## Partidos y candidatos
A continuación se muestra una lista de los principales partidos y alianzas electorales que participaron en las elecciones:
| Candidatura | Candidatura | Partidos y alianzas | Candidatos | Candidatos             | Ideología                                               | Resultado previo | Resultado previo | Ref. |
| Candidatura | Candidatura | Partidos y alianzas | Candidatos | Candidatos             | Ideología                                               | Votos (%)        | Reg.             | Ref. |
| ----------- | ----------- | --- | ---------- | ---------------------- | ------------------------------------------------------- | ---------------- | ---------------- | ---- |
|             | IU          | Lista - Izquierda Unida (IU) – Unión de Izquierda Revolucionaria (UNIR) – Partido Unificado Mariateguista (PUM) – Partido Socialista Revolucionario (PSR) – Partido Comunista Revolucionario (PCR) – Partido Comunista Peruano (PCP) – Frente Obrero Campesino Estudiantil y Popular (FOCEP) |            | Favio Pozo Zárate      | Marxismo-leninismo Mariateguismo Socialismo democrático | 37.12%           | 11               |      |
|             | APRA        | Lista - Partido Aprista Peruano (APRA) |            | Luis Valer Carpio      | Aprismo                                                 | 30.22%           | 4                |      |
|             | IND         | Lista - Lista Independiente Frente Izquierda Revolucionaria de Apurímac |            | Eduardo Garrido Dioses | Localismo abanquino                                     | Nuevo            | Nuevo            |      |

## Resultados

### Sumario general
|                        |                                                                 |              |              |              |           |           |
| Partidos y coaliciones | Partidos y coaliciones                                          | Voto popular | Voto popular | Voto popular | Regidores | Regidores |
| Partidos y coaliciones | Partidos y coaliciones                                          | Votos        | %            | ±pp          | Total     | +/−       |
|                        | Partido Aprista Peruano (APRA)                                  | 8,232        | 55.94        | +25.72       | 11        | +7        |
|                        | Izquierda Unida (IU)                                            | 4,739        | 32.21        | –4.91        | 6         | –5        |
|                        | Lista Independiente Frente Izquierda Revolucionaria de Apurímac | 1,744        | 11.85        | n/a          | 2         | +2        |
|                        |                                                                 |              |              |              |           |           |
| Total                  | Total                                                           | 14,715       |              |              | 19        | ±0        |
|                        |                                                                 |              |              |              |           |           |
| Votos válidos          | Votos válidos                                                   | 14,715       | 72.88        | +8.75        |           |           |
| Votos en blanco        | Votos en blanco                                                 | 1,430        | 7.08         | –1.26        |           |           |
| Votos nulos            | Votos nulos                                                     | 4,045        | 20.03        | –7.49        |           |           |
| Votos emitidos         | Votos emitidos                                                  | 20,190       | 75.76        | +19.42       |           |           |
| Abstenciones           | Abstenciones                                                    | 6,461        | 24.24        | –19.42       |           |           |
| Votantes registrados   | Votantes registrados                                            | 26,651       |              |              |           |           |
|                        |                                                                 |              |              |              |           |           |
| Fuente:                |                                                                 |              |              |              |           |           |

## Elecciones municipales distritales

### Resultados por distrito
La siguiente tabla enumera el control de los distritos de la provincia de Abancay. El cambio de mando de una organización política se resalta del color de ese partido.
| Distrito             | Alcalde(sa) electo(a)       | Partido político | Partido político          | Alcalde(sa) electo(a)        | Partido político | Partido político        |
| -------------------- | --------------------------- | ---------------- | ------------------------- | ---------------------------- | ---------------- | ----------------------- |
| Chacoche             | Pedro Quispe Villarroel     |                  | Independiente Abancay     | Carlos Robles Truevas        |                  | Partido Aprista Peruano |
| Circa                | Hermenegildo Serrano Choque |                  | Acción Popular            | Lucio Sarmiento Pérez        |                  | Izquierda Unida         |
| Curahuasi            | Sergio Abarca Zubieta       |                  | Izquierda Unida           | Elías Segovia Ruiz           |                  | Partido Aprista Peruano |
| Huanipaca            | Agustín Arenaza Ustua       |                  | Partido Popular Cristiano | Edgar Gonzáles Valencia      |                  | Partido Aprista Peruano |
| Lambrama             | Genaro Ballón Ballón        |                  | Partido Aprista Peruano   | Lucas Molina Valderrama      |                  | Partido Aprista Peruano |
| Pichirhua            | Evaristo Contreras Huamán   |                  | Partido Aprista Peruano   | Basilio Quispe Meléndez      |                  | Izquierda Unida         |
| San Pedro de Cachora | Fabio Meléndez Oblitas      |                  | Partido Popular Cristiano | Ángel Jáuregui Valdeiglesias |                  | Partido Aprista Peruano |
| Tamburco             | Dionicio Soria Espinoza     |                  | Izquierda Unida           | Juan Camacho Batallanos      |                  | Partido Aprista Peruano |